# Longitarsus longipennis
Longitarsus longipennis  (лат.) — вид листоедов (Chrysomelidae) из подсемейства козявок (Galerucinae). Распространён в южной части Франции, Германии, в южной части центрального региона Восточной Европы, в Италии (исключая Сицилию), на Балканском полуострове, в Крыму, на Кавказе, Дагестане, в Малой Азии, Израиле, Палестине, Центральной Азии и Марокко.